# Jaroslav Kulhavý
Jaroslav Kulhavý (Ústí nad Orlicí, 8 de enero de 1985) es un deportista checo que compitió en ciclismo de montaña en la disciplina de campo a través.
Participó en cuatro Juegos Olímpicos de Verano, entre los años 2004 y 2016, obteniendo una medalla de oro en Londres 2012 y una de plata en Río de Janeiro 2016, ambas en la prueba de campo a través.
Ganó siete medallas en el Campeonato Mundial de Ciclismo de Montaña entre los años 2010 y 2017, y cuatro medallas en el Campeonato Europeo de Ciclismo de Montaña entre los años 2002 y 2015.
Además, obtuvo dos medallas en el Campeonato Mundial de Ciclismo de Montaña en Maratón, en los años 2011 y 2014, y tres medallas en el Campeonato Europeo de Ciclismo de Montaña en Maratón entre los años 2014 y 2022.

## Medallero internacional
| Juegos Olímpicos   | Juegos Olímpicos              | Juegos Olímpicos  | Juegos Olímpicos           |
| Año                | Lugar                         | Medalla           | Competición                |
| ------------------ | ----------------------------- | ----------------- | -------------------------- |
| 2012               | Londres (Reino Unido)         | Medalla de oro    | Campo a través             |
| 2016               | Río de Janeiro (Brasil)       | Medalla de plata  | Campo a través             |
| Campeonato Mundial |                               |                   |                            |
| Año                | Lugar                         | Medalla           | Competición                |
| 2010               | Mont-Sainte-Anne (Canadá)     | Medalla de plata  | Campo a través             |
| 2010               | Mont-Sainte-Anne (Canadá)     | Medalla de bronce | Campo a través por relevos |
| 2011               | Champéry (Suiza)              | Medalla de oro    | Campo a través             |
| 2014               | Hafjell/Lillehammer (Noruega) | Medalla de bronce | Campo a través por relevos |
| 2016               | Nové Město (República Checa)  | Medalla de plata  | Campo a través             |
| 2016               | Nové Město (República Checa)  | Medalla de plata  | Campo a través por relevos |
| 2017               | Cairns (Australia)            | Medalla de plata  | Campo a través             |
| Campeonato Europeo |                               |                   |                            |
| Año                | Lugar                         | Medalla           | Competición                |
| 2002               | Zúrich (Suiza)                | Medalla de bronce | Campo a través por relevos |
| 2010               | Haifa (Israel)                | Medalla de oro    | Campo a través             |
| 2011               | Dohňany (Eslovaquia)          | Medalla de oro    | Campo a través             |
| 2015               | Chies d'Alpago (Italia)       | Medalla de bronce | Campo a través por relevos |

| Campeonato Mundial | Campeonato Mundial                      | Campeonato Mundial | Campeonato Mundial |
| Año                | Lugar                                   | Medalla            | Competición        |
| ------------------ | --------------------------------------- | ------------------ | ------------------ |
| 2011               | Montebelluna (Italia)                   | Medalla de oro     | Campo a través     |
| 2014               | Pietermaritzburg (Sudáfrica)            | Medalla de plata   | Campo a través     |
| Campeonato Europeo |                                         |                    |                    |
| Año                | Lugar                                   | Medalla            | Competición        |
| 2014               | Ballyhoura (Irlanda)                    | Medalla de plata   | Campo a través     |
| 2015               | Singen (Alemania)                       | Medalla de oro     | Campo a través     |
| 2022               | Jablonné v Podještědí (República Checa) | Medalla de bronce  | Campo a través     |